# Aldric de Sens
Pour les articles homonymes, voir Aldric.
Aldric (ou Audry) de Sens (ca 790 – † 840-841) fut archevêque de Sens.

## Biographie
Né vers 790, d’une famille noble du Gâtinais, il fut d’abord moine à Ferrières, puis attaché par l’archevêque de Sens, Jérémie, au clergé de sa métropole, avant que d’être appelé à la cour de Louis le Débonnaire, qui lui confia la charge de maître du palais et, peu après, celle de chancelier de son fils Pépin, roi d’Aquitaine. 
À la mort de l’abbé Adalbert, en 821, il fut désigné pour lui succéder à la tête du monastère de Ferrières, puis, en 828, appelé au trône archiépiscopal de Sens et sacré l’année suivante au concile de Paris, succédant à Jérémie. Il y fut spécialement chargé de la réforme de l’abbaye royale de Saint-Denis.
Durant toute la durée de sa charge pastorale, il semble d’ailleurs avoir eu surtout à cœur la discipline religieuse et la réforme de son clergé. Il s’intéressa aussi vivement aux études ecclésiastiques et eut Loup de Ferrières comme élève, qu’il envoya se perfectionner en Allemagne, auprès de l’illustre Raban Maur.
En 834, il assista au concile de Thionville, où Louis le Débonnaire fut relevé de la déchéance qui l’avait frappé. Il mourut vers 840 et son corps fut, selon son vœu, porté et inhumé à Ferrières. Plus tard, ses restes furent déposés dans une châsse magnifique, mais les iconoclastes huguenots les dispersèrent, en 1569, à l’exception de quatre ou cinq ossements.